# ユリイカ (ポー)
『ユリイカ』（Eureka）は、1848年に刊行されたエドガー・アラン・ポー最晩年の著作。「散文詩」というサブタイトルとともに「物質的宇宙ならびに精神的宇宙についての論考」という副題が付けられており、科学的知見を借りながらも、論証的にではなく直感的に宇宙の本質を記述した壮大な長編論考である。また人間と神との関係についても触れられており、ポーはここで神を書物の著者と比較している。冒頭にアレクサンダー・フォン・フンボルトへの献辞がある。
この著作は一般的には文学作品だと考えられているが、この中で唱えられている発想のいくつかは20世紀における科学的発見や学説を先取りしている。特に宇宙の膨張説・有限説(夜空が黒い理由として挙げている)などがそれに当たるが、ブラックホールなど相対性理論に基づく仮説に相当するものはない。出版に先立ち1848年2月に講演として発表され、6月にワイリー・アンド・パトナム社から500部が出版されたが、いずれも大きな反響はなかった。現在もその重要性については議論の的となっているが、ポー自身はこの著作が重力の発見にも勝る重要な論考だと高言していた。

## 主な日本語訳
- 『ポオ　詩と詩論』牧野信一・小川和夫訳、東京創元社〈創元推理文庫〉、1979年11月。ISBN 978-448-8522056。元版は『ポオ全集 3』
- 『ユリイカ』八木敏雄訳、岩波書店〈岩波文庫〉、2008年7月。ISBN 978-400-3230640。
- 『エドガア・アラン・ポオ全集 5』谷崎精二訳、春秋社、1963年、新版1978年ほか。ISBN 978-439-3450154